# خاگ‌دزدان
خاگ‌دزدان (نام علمی: Oviraptoridae) نام یک تیره از شاخه طنابداران است.